# آب بالا
آب بالا (به لاتین: Ab Bala) در افغانستان است که در ولایت بامیان واقع شده‌است.